# Mazagão
Mazagão là một đô thị thuộc bang Amapá, Brasil. Đô thị này có diện tích 13131 km², dân số năm 2007 là 27637 người, mật độ 1,08 người/km².